# Serpentine (roman)
Pour les articles homonymes, voir Serpentine.
Serpentine (titre original : Serpentine) est un roman court de Philip Pullman paru en 2020, lié à sa trilogie À la croisée des mondes, tout comme Lyra et les Oiseaux et Il était une fois dans le Nord. 
Écrit en 2004 pour une vente aux enchères à des fins caritatives, le texte n'était pas destiné à être publié. Philip Pullman a ensuite accepté qu'il soit édité, ce qui a été fait le 15 octobre 2020. Il a ensuite été traduit en français et il est paru aux éditions Gallimard Jeunesse le 20 octobre 2022.
Les événements se déroulent après ceux narrés dans Lyra et les Oiseaux.

## Résumé
Lyra Belacqua et son dæmon Pantalaimon se rendent de nouveau à Trollesund, la ville arctique dans laquelle ils se sont rendus dans Les Royaumes du Nord, y faisant connaissance avec l'aéronaute Lee Scoresby et l'ours en armure Iorek Byrnison. Ils espèrent discuter avec le consul des sorcières Martin Lanselius dans l'espoir de trouver des  informations à propos de leur capacité à se séparer.